# Hansjürgen Wille
Hansjürgen Wille (* 6. Oktober 1901 in Düsseldorf; † 13. Juli 1973 in Baden-Baden) war ein deutscher Journalist, Schriftsteller und Übersetzer.

## Leben und Wirken
Die Familie zog bald von Düsseldorf nach Essen, wo Wille aufwuchs und das Gymnasium besuchte. Er war kurzzeitig als Schauspieler tätig, schloss sein Studium mit der Promotion ab, reiste viel durch Europa und ließ sich als Journalist in Berlin nieder. Dort schrieb Wille namentlich für das 8-Uhr-Abendblatt, aber auch für Zeitschriften wie Der Scheinwerfer in Essen oder für die Programmhefte der Städtischen Bühnen in Hannover. 1927 erschien bei Reclam in der Reihe „Junge Deutsche“ seine Novellensammlung Rosenkavalier neben Werken von Manfred Hausmann, Martin Beheim-Schwarzbach oder Ernst Penzoldt. Für die Tänzer und Choreographen Harald Kreutzberg und Yvonne Georgi schrieb er das 1929 am Neuen Theater Leipzig uraufgeführte Tanzspiel mit Gesang Karussellfahrt. 1930 veröffentlichte er das erste Buch über diese beiden Tänzer, und 1932 verfasste er die Einleitung zu Henny Portens Memoiren Vom „Kintopp“ zum Tonfilm. Ein Stück miterlebter Filmgeschichte (Carl Reißner Verlag Dresden).
Neben seinen schriftstellerischen Tätigkeiten war Wille vor allem als Übersetzer tätig, insbesondere aus dem Französischen. Oft gemeinsam mit seiner Schwester Barbara Klau (1904–1985) übersetzte er mehrere hundert Werke ins Deutsche, vor allem von Henri Troyat und von Georges Simenon, aber auch von Mary Stewart, Pearl S. Buck und Morris West. Außerdem verfasste Wille Reiseführer, z. B. von Norwegen, Finnland und Jugoslawien.

## Werke
- Rosenkavalier. Novellen. Reihe: Junge Deutsche. Reclam, Leipzig 1927.
- Harald Kreutzberg, Yvonne Georgi. Weibezahl, Leipzig 1930.
- Begegnung in Lichtenberg. Roman. Otto Janke, Leipzig 1938.
- Über den Tod hinaus. Roman. Schmidt, Berlin 1948.
- Gedichte. Eduard Stichnote, Potsdam 1949.
- Gelichtete Schatten. Roman. Deutsche Buch-Gemeinschaft, Berlin 1956.